# Boyfriend (canción de Justin Bieber)
«Boyfriend» es una canción de Justin Bieber, con un estilo rhythm and blues e hip hop. La instrumentación se mantiene con un volumen más bajo para resaltar la voz de Bieber. La letra de «Boyfriend» cuenta con el canto de ser «todo lo que quieras», y tiene referencias a canciones de Beyoncé, Britney Spears y Janet Jackson. La canción recibió críticas generalmente mixtas de los especialistas, quienes alabaron su composición, pero desestimaron la letra. También señalaron que es demasiado similar a los primeros trabajos de Justin Timberlake, a las canciones del productor estadounidense Pharrell Williams y la banda de pop 'N Sync.
El sencillo debutó en la segunda posición del Billboard Hot 100 en Estados Unidos y se convirtió en el sencillo con más ventas en su primera semana en 2012. También había alcanzado el puesto 9 en el Pop Songs. Debutó, asimismo, en el número uno en Canadá y en el número dos en el Reino Unido, mientras que la consecución entre los diez primeros puestos lo había conseguido en Australia, Irlanda, Nueva Zelanda y los Países Bajos, y entre los veinte primeros en Finlandia, Francia y Suiza.
Durante 2012, «Boyfriend» vendió 3 216 000 descargas en Estados Unidos, donde fue el décimo quinto tema más vendido durante el año, según Nielsen SoundScan.

## Antecedentes
A finales de 2011, Bieber confirmó a la red de radio Capital FM que él sacaría a principios de 2012 un nuevo álbum llamado Believe. Más tarde, habló con MTV News, y reveló que sorprenderá a la gente en diferentes maneras, ya que musicalmente es un punto de partida de sus trabajos anteriores. «Boyfriend» fue escrita por Bieber, Mike Posner y Mat Musto. Durante una entrevista con la emisora de radio Bootleg Kev, Posner reveló que le había impresionado la ética de trabajo de Bieber, y además comentó, "él es súper talentoso. Al principio no sabía qué esperar porque él es súper joven, pero el tío sabe escribir". Posner dijo que La gente se volvería loca con el ritmo y que las estaciones de radio querrian reproducir la canción. Levy también se refirió a la pista, y lo describió como "definitivamente más atrevido, es más adulto, que está más desarrollado y es más sexy". Antes del lanzamiento de la canción, que había sido vista por varios expertos de la industria, incluyendo el anfitrión de radio de Lee Mick WZFT, quien dijo que la canción era "muy diferente a su música anterior".
El 1 de marzo de 2012, Bieber apareció como invitado en The Ellen DeGeneres Show, donde anunció que lanzaría su siguiente sencillo oficialmente el 26 de marzo. Él dijo: "Mi gran anuncio es que el 26 de marzo, saldrá mi siguiente sencillo y se llamara «Boyfriend». La canción es, básicamente, que estoy hablando con esta chica, [diciendo] si yo fuera tu novio, yo nunca te dejaría ir. los versos son rap y luego en el gancho el canto. Es una canción realmente impresionante ".

## Portada
A través de su cuenta de Twitter, el cantante publicó una encuesta en la que a los aficionados se les permitió elegir entre dos carátulas para el sencillo. Jessica Sager, de Pop Crush señaló que en las fotografías Bieber tiene una mirada madura, con un estilo de pelo a lo Elvis Presley, y con una camiseta blanca debajo de una camisa de manga corta azul marino  y a cuadros blancos con un collar de cadena delgada. La carátula ganadora fue revelado el 19 de marzo de 2012.

## Composición
«Boyfriend» es una canción de género R&B y hip-hop, que dura dos minutos y cincuenta y dos segundos. Se incluyen elementos de música acústica, sin dejar de tener Club Beats.
La canción comienza con Bieber con un bajo registro y voz entrecortada, mientras que rapea, «If I was your boyfriend, I’d never let you go/ I can take you places you ain’t never been before/ Baby, take a chance or you’ll never ever know/ I got money in my hands that I’d really like to blow/ Swag, swag, swag on you/ Chillin' by the fire while we eatin’ fondue» — en español — «Si yo fuera tu novio, nunca te dejaría ir, puedo llevarte a lugares en los que nunca antes habías estado, baby, asume el riesgo o nunca habrás de saberlo. Tengo dinero en mis manos que en serio me encantaría hacer volar, gracia, gracia, gracia en ti, disfrutando por el hecho de estar comiendo fondue» Como el coro sigue, adopta un Michael Jackson similar en falsetto, y canta acerca de ser "todo lo que quieras".
Andrew Hampp de Billboard, dijo que "el ritmo club y la guitarra", recuerda al último sencillo de 'N Sync «Girlfriend» (2002), y lo comparó con las primeras canciones de Justin Timberlake y Usher. La instrumentación, producida por Posner y Levy, infunde palmadas y ritmos similares a Pharrell Williams, y, como se ha señalado por Amy Sciaretto revisor de Pop Crush, "se mantiene al mínimo, permitiendo que la voz de Bieber, que se ha fortalecido y profundizado a medida que madura y crece, para brillar y ser el centro de atención". Sciaretto también pensaba que «Boyfriend» es similar a la canción de Timberlake «Cry Me a River» (2002).Jody Rosen de la revista Rolling Stone rechazó el contenido de las letras, y lo resumió así: "Justin realmente ya ha tenido relaciones sexuales, `pero no hará daño a tu hijo de nueve años ". Marc Hogan de Spin dijo que las letras tienen referencias a varios temas, tales como Beyoncé Knowles «Party» (2011), Britney Spears «Till the World Ends» (2011), y Janet Jackson «If» (1993).

### Videoclip

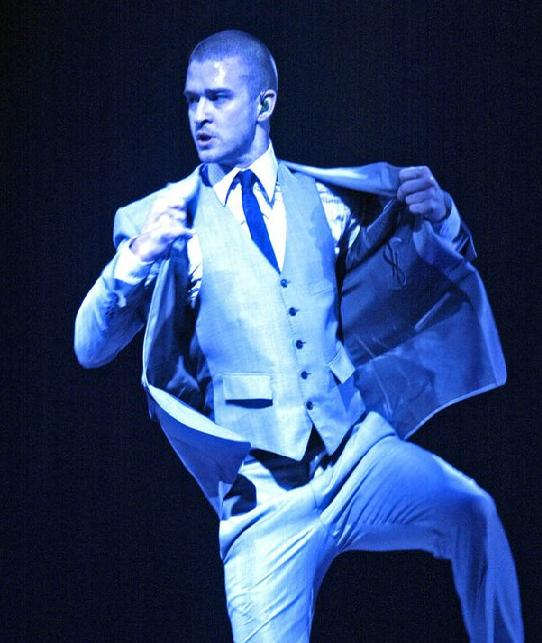
«Boyfriend» fue comparada con los primeros trabajos de Justin Timberlake.

Un mes antes de salir el CD "Believe" aproximadamente, sacó el video del tema "Boyfriend", en el que aparece con coches, chicas, y su pelo parado con un estilo que le ofreció la marca que lo viste. "Este es su verdadero Bieber beliebers" dijo Scotter mientras grababan el video.

## Recepción

### Crítica
«Boyfriend» ha recibido críticas mixtas en general.

### Comercial
Unas pocas horas después de su lanzamiento, «Boyfriend» alcanzó la primera posición en los EE. UU. Vendió alrededor de 521.000 copias en E.U.A. en solo una semana, convirtiéndose así en el sencillo más vendido en una semana del 2012. Aun así no pudo superar «Born This Way» de Lady Gaga, que vendió más de un millón de copias en tan solo 5 días en el 2011. Además de este logro "Boyfriend" también se convirtió en el tercer sencillo más vendido en una semana en la historia. Sin embargo, en una semana bajó al puesto 97 en iTunes. En la semana del 5 de abril de 2011 la canción debuta en el segundo puesto del Billboard Hot 100 con ventas de 521.000 copias legales en su primera semana, siendo el sencillo más alto de Bieber en la lista; aunque en dos semanas la canción bajo hasta el puesto 27.

## Video musical

### Filmación
Island Def Jam Music Group encargó el video musical para ser dirigido por Colin Tilley, quien trabajó anteriormente con Bieber en el video musical de «U Smile» (2010). El rodaje tuvo lugar en la semana del 28 de marzo de 2012, y se llevó a cabo en un estudio situado en California. Bieber reveló que el video musical no tenía un "concepto constante", y agregó que la mayoría cuenta con tiros artísticos intercalados con escenas de baile. Él continuó explicando, "No es como yo sigo a esta chica a este lugar." No, es un montón de escenas sorprendentes: al igual que el lugar del incendio, tenemos una escena de hielo". El 3 de abril de 2012, un teaser del video musical fue estrenado a través de la cuenta de YouTube del cantante. El 21 de abril de 2012 se informó que Colin Tilley fue despedido sin dar explicaciones, siendo grabado el video musical por Direction X. La segunda versión del video se estrenó el 3 de mayo de 2012 en MTV.

## Formatos y listas de canciones
| — Descarga digital |             |          |  |
| N.º                | Título      | Duración |  |
| 1.                 | «Boyfriend» | 2:52     |  |

| Alemania — Sencillo en CD |             |          |  |
| N.º                       | Título      | Duración |  |
| 1.                        | «Boyfriend» | 2:52     |  |

## Posicionamientos en listas
| Lista (2012)                           | Mejor posición |
| -------------------------------------- | -------------- |
| Alemania (Offizielle Deutsche Charts)  | 16             |
| Argentina (Argentina Hot 100)          | 5              |
| Australia (ARIA)                       | 5              |
| Austria (Ö3 Austria Top 40)            | 34             |
| Bélgica (Flandes) (Ultratop 50)        | 18             |
| Bélgica (Valonia) (Ultratop 50)        | 20             |
| Canadá (Canadian Hot 100)              | 1              |
| España (Top 100 Canciones)             | 15             |
| Estados Unidos (Billboard Hot 100)     | 2              |
| Estados Unidos (Hot R&B/Hip-Hop Songs) | 52             |
| Estados Unidos (Mainstream Top 40)     | 9              |
| Finlandia (OFC)                        | 12             |
| Francia (SNEP)                         | 17             |
| Irlanda (IRMA)                         | 9              |
| Japón (Japan Hot 100)                  | 53             |
| Nueva Zelanda (Recorded Music NZ)      | 2              |
| Noruega (VG-lista)                     | 2              |
| Países Bajos (Mega Single Top 100)     | 8              |
| Reino Unido (UK Singles Chart)         | 2              |
| Suecia (Sverigetopplistan)             | 7              |
| Suiza (Schweizer Hitparade)            | 19             |

## Historial de lanzamientos
| País        | Fecha               | Formato          | Sello          |
| ----------- | ------------------- | ---------------- | -------------- |
| Mundial     | 26 de marzo de 2012 | Descarga digital | Island Records |
| Reino Unido | 8 de abril de 2012  | Descarga digital | Island Records |
| Alemania    | 20 de abril de 2012 | Sencillo en CD   | Island Records |

## Sucesiones
| Predecesor: «We Are Young» de fun. con Janelle Monae | Canadian Hot 100 — Sencillo N° 1 5 de abril de 2012 — 12 de abril de 2012 | Sucesor: «Somebody That I Used To Know» de Gotye con Kimbra |
| Predecesor: «We Are Young» de fun. con Janelle Monae | Digital Songs — Sencillo N° 1 5 de abril de 2012 — 12 de abril de 2012    | Sucesor: «We Are Young» de fun. con Janelle Monae           |